# 芬兰历史省份

芬兰历史省份（黄色为现今地区的界限）

芬兰的历史省份（芬蘭語：historialliset maakunnat）源自芬兰与瑞典的共同历史。这些历史省份作为行政单位在1643年被后来的省份划分取代。这些历史省份作为传统而流传，但现今并无行政功能。芬兰语各方言的分布大致符合这些历史省份的范围。

## 历史省份列表
芬兰本部（芬蘭語：Varsinais-Suomi）
 卡累利阿（芬蘭語：Karjala）
 拉普兰（芬蘭語：Lappi）
 波赫扬马（芬蘭語：Pohjanmaa）
 萨塔昆塔（芬蘭語：Satakunta）
 萨沃
 海梅
 新地
 奥兰